# 寧蒗裂腹魚
寧蒗裂腹鱼（学名：Schizothorax ninglangensis）为輻鰭魚綱鯉形目鲤科裂腹鱼属的其中一種，該物種分布於亞洲中國雲南省寧蒗縣瀘沽湖，體長可達16.5公分。

## 扩展阅读
維基物種上的相關：寧蒗裂腹鱼